# Le Grand Rex

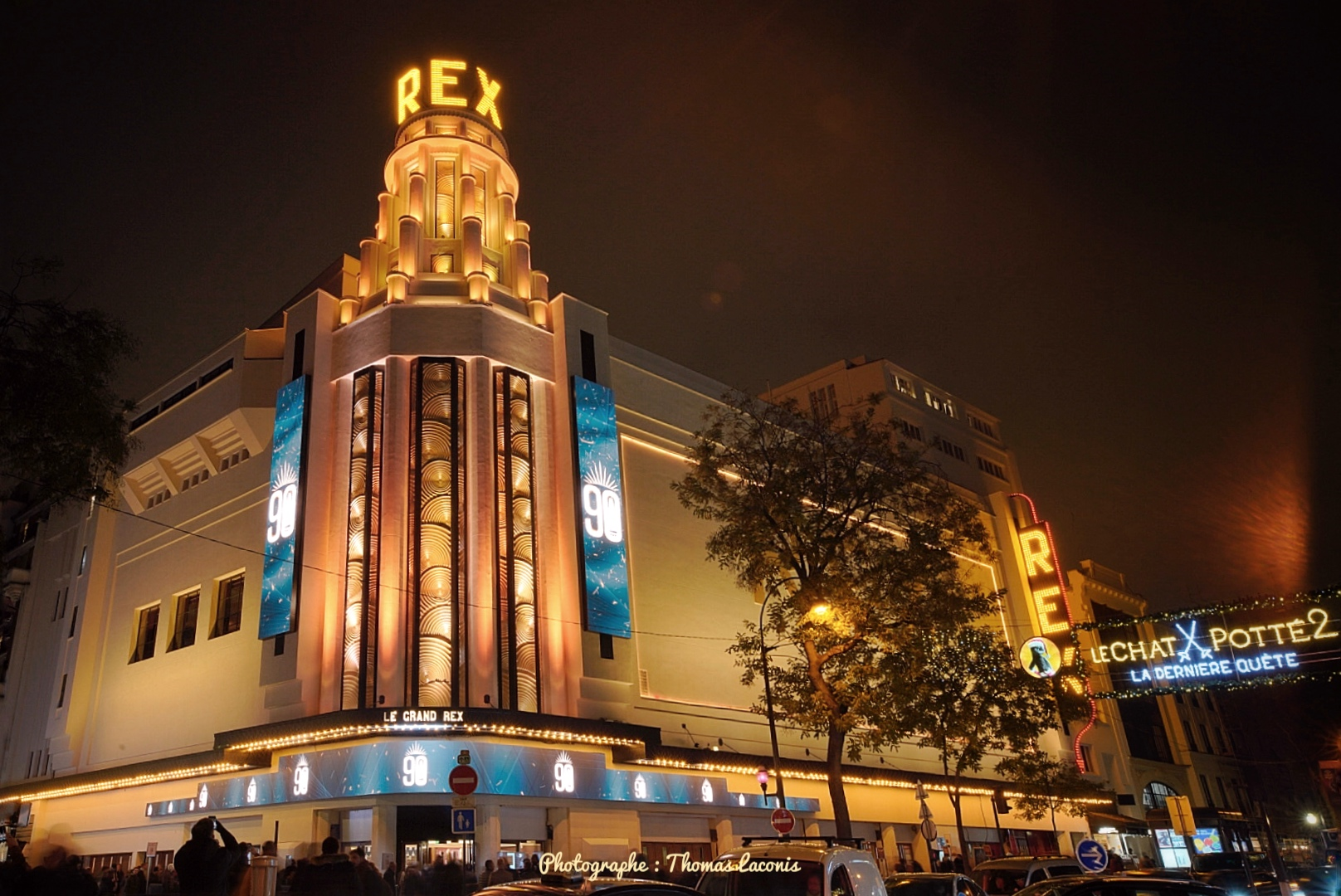
Fachada restaurada de forma idêntica a 1932. Esta nova fachada restaurada foi inaugurada em 8 de dezembro de 2022.

Le Grand Rex é um local de cinema e concertos em Paris, França. É conhecido por sua decoração sumptuosa e seu grande auditório principal, que é o maior teatro de cinema de toda a Europa.